# ハピネス (タケカワユキヒデの曲)
『Happiness』はタケカワユキヒデの楽曲である。

## 概要
- 本作には1975年版と1979年版のふたつが存在する。
- 2010年8月25日に発売された『HOME RECORDING DEMO ARCHIVE SERIES VOL.1 YUKIHIDE TAKEKAWA』では、タケカワ作詞による「HAPPINESS」のデモ音源を聴くことができる。歌詞は記載されていないが、タケカワ本人の解説があり、それによれば現在のような「結婚式に使われる歌」ではなく、「みんなしあわせを判っていない」という趣旨の歌だったという。

## 1975年版
- 作詞　奈良橋陽子　作曲・編曲　タケカワユキヒデ
- タケカワユキヒデのファーストアルバム、「走り去るロマン」に収録。日本語タイトルは「ぼくらのしあわせ」。
- 1975年版は英語詞しか存在せず、シングルカットもされていない。

## 1975年版参加ミュージシャン
- タケカワユキヒデ - ボーカル、キーボード
- Takao Naoi - ギター
- 江藤勲 -  ベース
- Kazuyoshi Okayama - ドラムス
- Fujio Saito - Latin Percussion
- Megumi Sakamoto & Ikeko Konno - Female Chorus

## 1979年版
- 英語作詞　奈良橋陽子　日本語作詞　山川啓介　作曲タケカワユキヒデ　編曲　ミッキー吉野
- ゴダイゴで再録音したもの。ただしタケカワユキヒデのソロ名義。日本語タイトルは「ハピネス」
- 英語詞担当は1975年版と同じ奈良橋陽子だが、歌詞は全面的に書き直されている。
- タケカワのファーストアルバム、「走り去るロマン」が1979年に再発売された際にこの曲だけが1979年版（英語詞）に差し替えられた。
- 1979年版はシングルとしてもリリースされ（品番：YK-512）、A面に日本語詞、B面に英語詞のものが収録された。
- 1979年版はサントリー・ビールのCMソングにも使用され、この時は「ふたりでひとつのハピネス、ハピネス」という日本語版にもない日本語詞で歌っていた他、インストのバージョンも作られた。
- 1979年4月に販売促進用として配布されたカセット『'79 サントリー CMソング ベストヒット集』の収録曲のひとつに、この曲のCM版（サビの部分の英語がシングル版ともCM版と異なる）が別音源で収録されている。

## 1979年版参加ミュージシャン
以下の通り、ゴダイゴのメンバーが全員参加していた他、女性コーラスが2名加わっていた。
- タケカワユキヒデ - ボーカル
- ミッキー吉野 - キーボード
- 浅野孝已 - ギター
- スティーヴ・フォックス - ベース
- トミー・スナイダー - ドラムス
- サンディ A.ホーン - バックコーラス
- 伊集加代子 - バックコーラス